# إميليو مونيوث
إميليو مونيوث (بالإسبانية: Emilio Muñoz Vázquez)‏ هو ماتادور إسباني، ولد في 22 مايو 1962 في إشبيلية في إسبانيا.

## وصلات خارجية
- إميليو مونيوث على موقع IMDb (الإنجليزية)